# Květná neděle

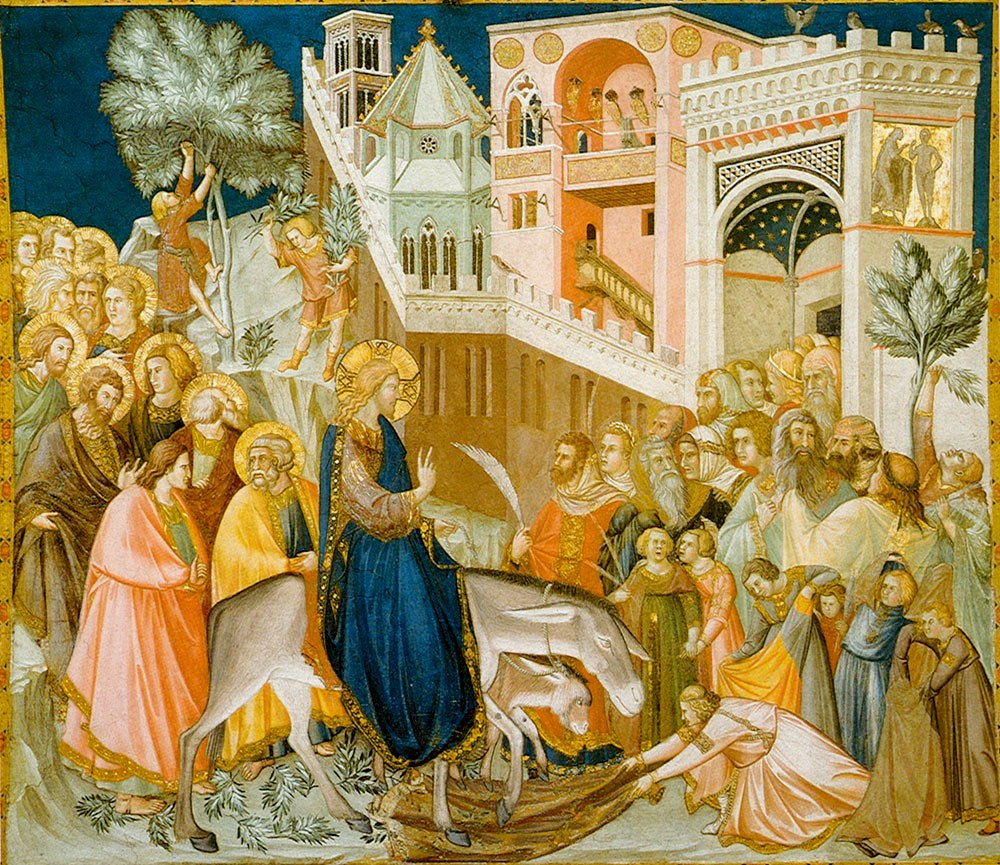
Ježíšův příjezd do Jeruzaléma (1320), autor Pietro Lorenzetti

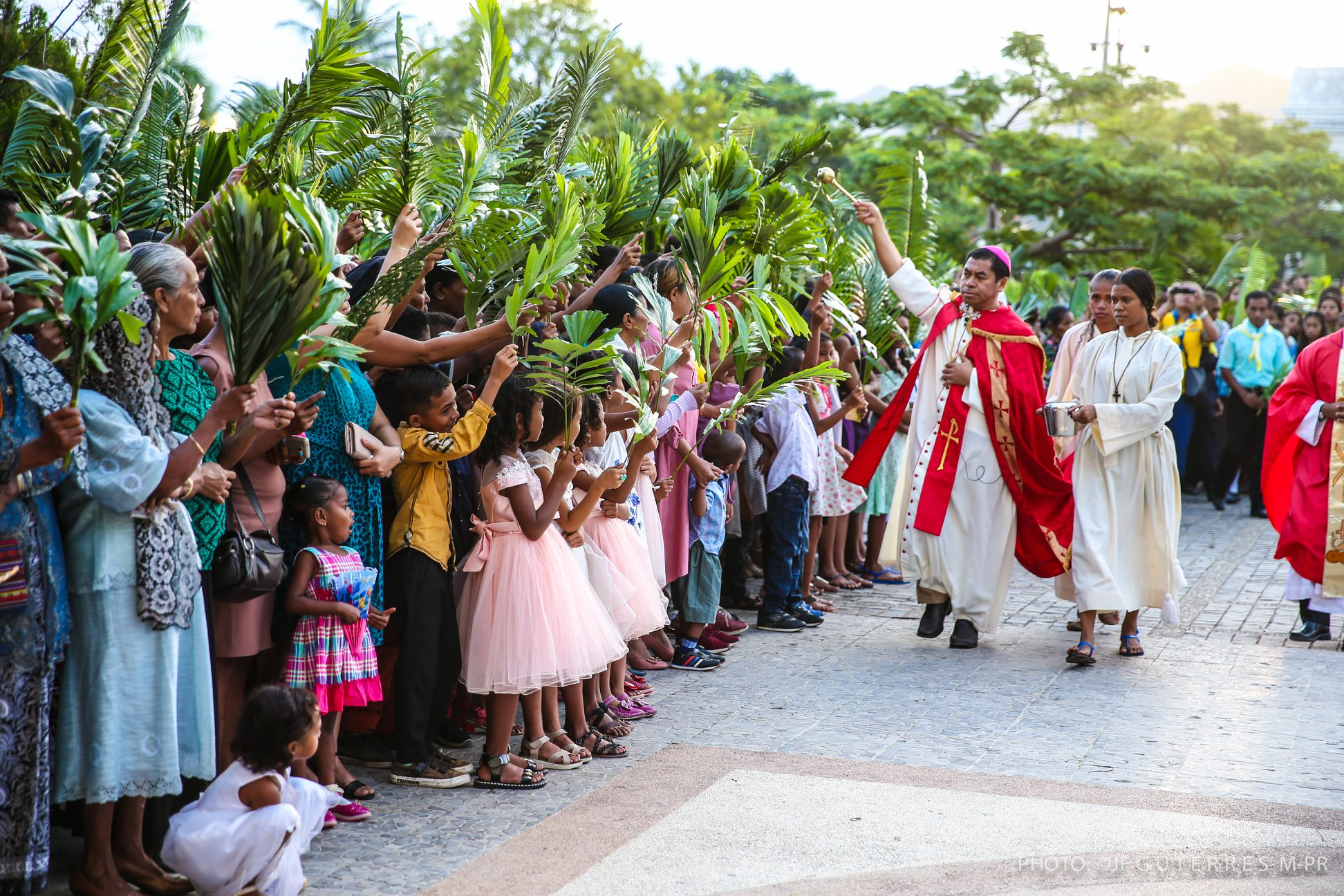
Svěcení palmových ratolestí na Východním Timoru

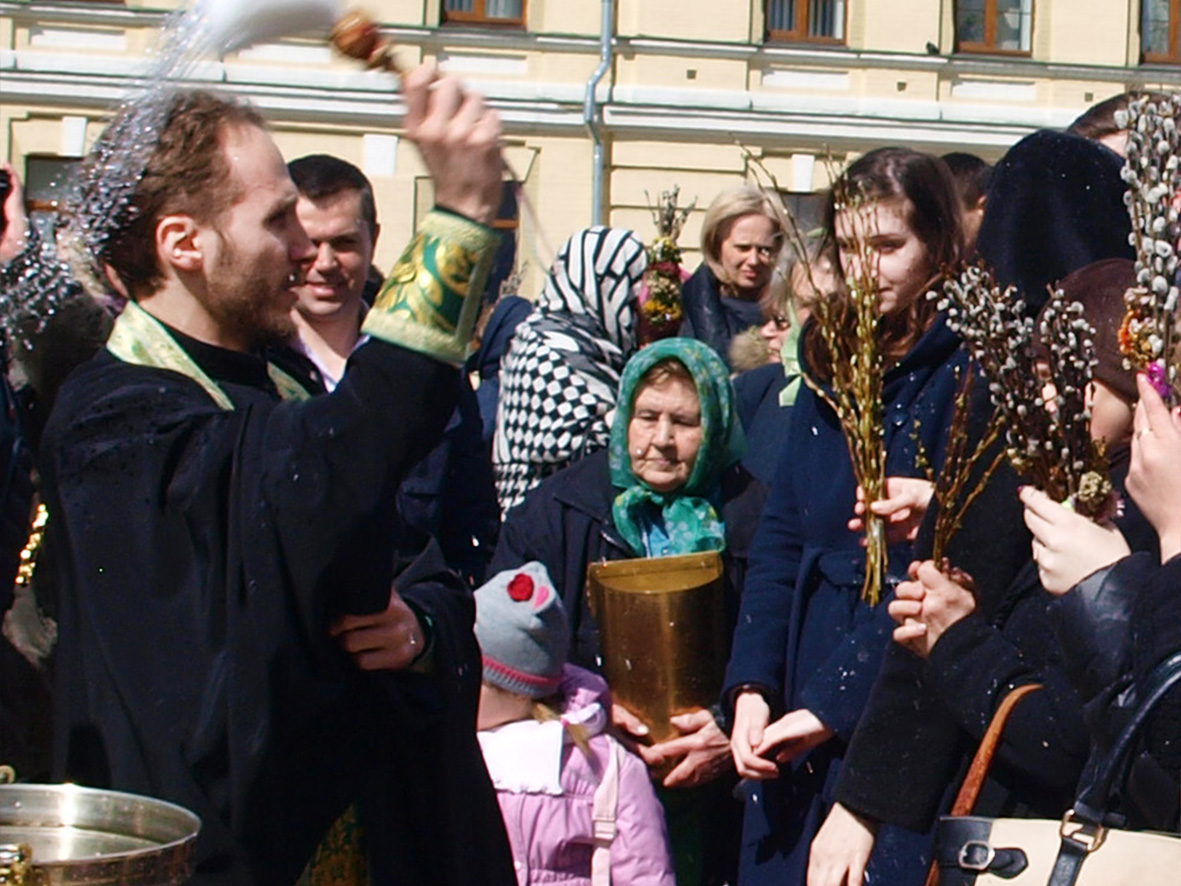
Svěcení kočiček o květné neděli v Kyjevě (Ukrajina)

Květná neděle o utrpení Páně (latinsky Dominica in Palmis de Passione Domini), zvaná též Pašijová neděle, je křesťanský pohyblivý svátek, který připadá na neděli před Velikonocemi. Svátek připomíná Ježíšův triumfální vjezd do Jeruzaléma – událost, o níž se zmiňuje každé ze čtyř kanonických evangelií. Květná neděle je prvním dnem Svatého týdne. Pro stoupence nicejského vyznání je to poslední týden křesťanského slavnostního postního období, které předchází příchodu Velikonoc.
Ve většině liturgických církví se květná neděle slaví žehnáním a rozdáváním palmových ratolestí (nebo ratolestí jiných domácích stromů), které představují palmové ratolesti, jež zástup rozprostřel před Kristem, když vjížděl do Jeruzaléma. Vzhledem k tomu, že v nepříznivých klimatických podmínkách je obtížné palmy získat, nahradily se větvemi původních stromů, jako jsou zimostráz, olivovník, vrba či tis. Neděle je často pojmenována podle těchto náhradních stromů, jako například tisová neděle, nebo obecným termínem neděle ratolestí, v češtině pak květná neděle. V syrském křesťanství je často nazývána jako neděle Ošana nebo neděle Hosanna podle biblických slov, která pronesl zástup, když Ježíš vjížděl do Jeruzaléma.
Mnoho církví hlavních křesťanských denominací, včetně pravoslavné, katolické, luteránské, metodistické, anglikánské, moravské a reformované tradice, rozdává svým věřícím při liturgii květné neděle palmové ratolesti. Křesťané si tyto palmy, které často žehnají duchovní, odnášejí do svých domovů, kde je zavěšují vedle křesťanských uměleckých děl (zejména křížů a krucifixů) nebo je uchovávají ve svých biblích či devocionáliích. V období před následující postní dobou, které se nazývá masopust, se v kostelech často v lodi umístí koš, do kterého se tyto palmy sbírají a na masopustní úterý se rituálně spálí, aby se z nich vyrobil popel, který se použije následující den, na Popeleční středu, která je prvním dnem půstu.

## Liturgie
Podle starověkého římského zvyku se na květnou neděli při mši svaté zpívají pašije, tedy zpráva o utrpení a smrti Ježíše Krista, a to každý rok podle jiného ze tří synoptických evangelií (na rozdíl od Velkého pátku, kdy se vždy zpívají pašije Janovy).
Od středověku dle jeruzalémského zvyku začíná bohoslužba římského ritu o květné neděli průvodem s ratolestmi, který je podle okolností možno uskutečnit z místa mimo kostel. Průvod bývá doprovázen zpěvem inspirovaným provoláváním obyvatel Jeruzaléma, kteří Ježíše při jeho slavném vjezdu do města vítali slovy: „Hosana synu Davidovu! Požehnaný, který přichází ve jménu Páně!“ Před kostelem nebo ve vchodu do něj kněz světí ratolesti – v Česku a dalších oblastech, kde by bylo používání větví palem (zmiňovaných v Janově evangeliu) nepraktické, se pro tento účel používají větvičky vrby jívy s částečně rozvitými pupeny – takzvané kočičky. Od těchto pučících květů je odvozen název „květná neděle“.
Liturgie květné neděle je tak oslavou hned dvou Ježíšových královských triumfů – jeho vjezdu do Jeruzaléma a jeho vykupitelské oběti.
Liturgická barva květné neděle je červená.

## Historie
Zpráva poutnice Etherie z 5. století uvádí, že se v Jeruzalémě v tento den za časného odpoledne shromažďovali křesťané na Olivové hoře a po bohoslužbě šli s palmovými či olivovými ratolestmi v rukou do města. Tento obřad s průvodem se brzy rozšířil, nejprve v křesťanských církvích Východu. V západní církvi je svěcení a užívání ratolestí doloženo až v 8. století.